# Jack Chefe
Jack Chefe est un acteur du cinéma américain né le 1er avril 1894 à Kiev, dans l'Empire russe, et mort le 1er décembre 1975 à Los Angeles.

## Filmographie partielle
- 1935 : Une nuit à l'opéra (A Night at the Opera) de Sam Wood
- 1936 : Mon homme Godfrey (My Man Godfrey) de Gregory La Cava
- 1938 : Un cheval sur les bras (Straight, Place and Show) de David Butler
- 1943 : Dixie Dugan de Otto Brower :
- 1944 : Le Port de l'angoisse (To Have and Have Not) de Howard Hawks
- 1946 : Gilda de Charles Vidor
- 1946 : Murder Is My Business de Sam Newfield
- 1946 : Le facteur sonne toujours deux fois (The Postman Always Rings Twice) de Tay Garnett
- 1946 : Le Grand Sommeil (The Big Sleep) de Howard Hawks
- 1948 : Tous les maris mentent (An Innocent Affair) de Lloyd Bacon
- 1950 : Le Violent (In a Lonely Place) de Nicholas Ray
- 1950 : Ève (All about Eve) de Joseph L. Mankiewicz
- 1951 : Un Américain à Paris (An American in Paris) de Vincente Minnelli
- 1951 : Sirocco de Curtis Bernhardt
- 1953 : Les hommes préfèrent les blondes    de Howard Hawks
- 1953 : Comment épouser un millionnaire (How to Marry a Millionaire) de Jean Negulesco
- 1955 : La Main au collet (To Catch a Thief) d'Alfred Hitchcock
- 1955 : Blanches colombes et vilains messieurs (Guys and Dolls) de Joseph L. Mankiewicz
- 1956 : Le Tour du monde en quatre-vingts jours (Around the World in 80 Days) de Michael Anderson
- 1956 : Le Prix de la peur (The Price of Fear) d'Abner Biberman
- 1957 : Drôle de frimousse (Funny Face) de Stanley Donen